# UD Puertollano
UD Puertollano is een Spaanse voetbalclub. Thuisstadion is het Nuevo Cerru in Puertollano, in de provincie Ciudad Real. Het team speelt sinds 2000/01 in de Segunda División B.

## Historie
UD Puertollano wordt opgericht in 1948 en komt een paar jaar later uit op professioneel voetbalniveau in de Tercera División (1950/51). Daar verblijft het meer dan 10 jaar om vervolgens uit te komen op in de Segunda División A in het seizoen 1964/65. Het is eenmaal dicht bij promotie naar de Primera División als het in het seizoen 1967/68 tweede wordt, de hoogste klassering ooit. In 1971 degradeert de club weer naar de Tercera División om vervolgens nog twee keer terug te keren, één keer voor drie seizoenen (1975) en één keer voor één seizoen (1984). Het degradeert dan beide keren naar de inmiddels opgerichte Segunda División B. Na deze laatste degradatie daalt de club het seizoen daarna ook meteen af naar de Tercera División om vervolgens niet meer terug te keren tot het huidige seizoen als de club na het kampioenschap ook de play-offs winnend afsluit.
In totaal is de club 37 seizoenen uitgekomen in de Tercera División, 7 in de Segunda División B en 11 in de Segunda División A.

## Erelijst
- Tercera División

1958/59, 1960/61, 1961/62, 1962/63, 1963/64, 1974/75, 1999/00 en 2005/06
- Copa Federación de España

1994, 2006